# Якичево
Якичево (словен. Jakičevo) — поселення в общині Велике Лаще, Осреднєсловенський регіон, Словенія. 
Висота над рівнем моря: 510,2 м.